# Vanilla (漫画家)
vanilla（バニラ、6月22日 - ）は、日本の漫画家。

## 経歴・特徴
『COMICポプリクラブ』・『コミックPフラート』に作品を発表していた。純愛系の物語を描く。ところどころに独特のユーモアもちりばめられている。
ロールプレイングゲーム、童話が好き。
商業漫画を発表する以前はPCゲームの原画を描いていた。イラストや絵をかくのは好きであったが、漫画を描いたのは大人になってからであり、好みの作家の同人誌を見て、自分でも男性向けの漫画を描きたいと思ったという。つり目で身長が低い子。クールで無口な子や自分の魅力に気づいていないキャラクターに興味をひかれるという。元々は細い子が好みだったが、柔らかくて肉付きの良い体になるように描いている、とのこと。
夕焼けも大好きである。

## 作品リスト

### 単行本
1. 『メルティングアイスクリーム』 2013年7月25日発売、マックス〈ポプリコミックス〉、ISBN 978-4-86379-094-0
  - ハツナツ。 （コミックPフラート VOL.18〈コミックポプリクラブ2012年8月号増刊〉）
  - apricot baby! （COMICポプリクラブ 2012年2月号）
  - 俺と妹の恋 （COMICポプリクラブ 2012年4月号）
  - オレンジさんせっと （コミックPフラート VOL.17〈コミックポプリクラブ2012年6月号増刊〉）
  - 僕のスウィートな先輩 （コミックPフラート VOL.20〈COMICポプリクラブ2012年12月号増刊〉）
  - ヴァンパイア･リリアック （COMICポプリクラブ 2012年9月号）
  - ヴァンパイア･リリアック2-doi- （COMICポプリクラブ 2013年3月号）
  - ヴァンパイア･リリアック3-trei- （COMICポプリクラブ 2013年5月号）
  - ヴァンパイア･リリアック4-patru- （COMICポプリクラブ 2013年7月号）
  - ハツナツ。二 （描き下ろし）
2. 『マヨナカニアイスクリーム』 2015年5月23日発売、マックス〈ポプリコミックス〉、ISBN 978-4-86379-355-2
  - ラヴァーズソウル 前編 （COMICポプリクラブ 2013年12月号）
  - ラヴァーズソウル 後編 （COMICポプリクラブ 2014年2月号）
  - メイドさんと1234! 第一話 （COMICポプリクラブ 2014年4月号）[注 1]
  - メイドさんと1234! 第二話 （COMICポプリクラブ 2014年6月号）
  - メイドさんと1234! 第三話 （COMICポプリクラブ 2014年8月号）
  - メイドさんと1234! 第四話 （COMICポプリクラブ 2014年10月号）
  - メイドさんと1234! 第五話 （COMICポプリクラブ 2014年12月号）
  - メイドさんと1234! 第六話 （COMICポプリクラブ 2015年2月号）
  - メイドさんと1234! 第七話 （COMICポプリクラブ 2015年4月号）
  - おやつにアイスはいかがですか? （描き下ろし）
3. 『アンドロイドのわたしに燃料補給してくださいっ』 2021年4月14日発行（2021年3月31日発売[4]）、ジーオーティー〈GOTコミックス〉、ISBN 978-4-82360-161-3
  - 同人誌のシリーズ作品をまとめたもの。